# Judy Robinson
Judith Eleana Robinson, más conocida como Judy Robinson, es un personaje de la serie de televisión Perdidos en el espacio interpretado por Marta Kristen, por Heather Graham en la adaptación fílmica y por Taylor Russell en la serie de Netflix estrenada en 2018.

## Serie original
Nació el 26 de febrero de 1978 en Los Ángeles, California, EE. UU. Hija de John y Maureen Robinson. Debido a que sus padres estaban ocupados concluyendo sus carreras científicas, Judy fue una niña emocionalmente abandonada, por ende tímida e introvertida, que desarrolló una fuerte relación con su tía Coleen y su prima Joan, amistad que se mantendría hasta al despegue del Júpiter 2.
Atractiva desde adolescente, su madre le prohibió tener novio hasta los 16 años. Fue una mala estudiante secundaria que no heredó las capacidades intelectuales de sus padres, y más bien se interesó en el arte escénico, teniendo gran talento para bailar y cantar, e incluso pensó en dedicarse profesionalmente al teatro musical. Su carrera artística se vio frustrada cuando su familia fue seleccionada para viajar en el Júpiter 2 y colonizar Alfa Centauri. Aunque en contra de viajar en principio, retiró sus objeciones al conocer al mayor Don West.
West y ella estarían siempre atraídos mutuamente (aunque la propia Judy menciona en un capítulo que no tiene mucho en que escoger). El cómics basado en la serie y desarrollado por Bill Mumy muestra el desenlace del romance entre Judy y Don que eventualmente se convierten en amantes.

## Película
Interpretada por Heather Graham. En la película, el personaje de Judy es más intelectual y tiene estudios científicos. 

## Piloto de 2003
Fue interpretada por Adrianne Palicki en el piloto de la serie The Robinsons para el Warner Channel que nunca fue producido. Judy en esta versión es más rebelde y tiene pocos amigos debido a la profesión de militar de su padre que los obligó a mudarse constantemente. Tiene un hermano gemelo llamado David.

## Serie de 2018
En la serie de Netflix, Judy es la hija mulata de Maureen Robinson con un matrimonio previo, por tanto hijastra de John Robinson, y tendrá más protagonismo que en otras versiones.